# Venus de Médici

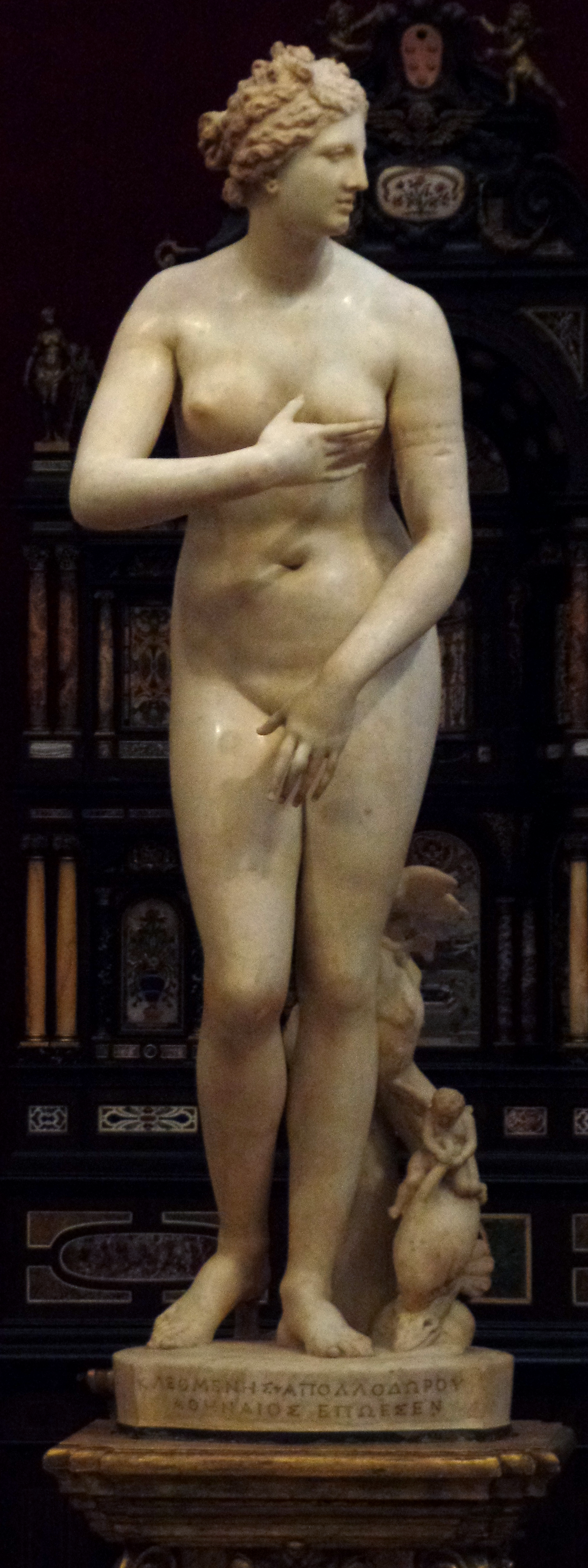
La Venus de Médici.

La Venus de Médici es una escultura helenística en mármol a escala real que representa a la diosa Venus o Afrodita. Se trata de una copia en mármol del siglo I a. C., hecha quizás en Atenas, de un original griego en bronce, siguiendo el tipo de la Afrodita púdica, que habría sido realizada por un escultor en la inmediata tradición de Praxíteles, quizá a finales del siglo. Se ha convertido en uno de los puntos cruciales del progreso de la tradición clásica occidental, cuyas referencias resumen los cambios de gusto y el proceso de investigación clásica. Se exhibe en la Galería Uffizi, en Florencia (Italia).
La diosa se representa en una pose fugitiva y momentánea, como si hubiese sido sorprendida en el momento de emerger del mar, a lo que alude el delfín a sus pies, que no habría sido un apoyo necesario para el bronce original.
Lleva la inscripción griega CLEÓMENES HIJO DE APOLODORO DE ATENAS en su base. La inscripción no es original, pero en el siglo XVIII el nombre «Cleómenes» se grababa sobre esculturas de modesta calidad para aumentar su valor, mientras se dudaba de la inscripción en la Venus de Médici para poder atribuir la obra a uno de los diversos nombres de mayor consideración: aparte de Praxíteles, los menos probables Fidias o Escopas. Las restauraciones de los brazos fueron realizadas por Ercole Ferrata, quien le dio dedos manieristas largos y finos que no empezaron a ser reconocidos como fuera de lugar en la escultura hasta el siglo XIX.
Bajo el nombre «Venus de Médici» se agrupan muchas réplicas y fragmentos de esta versión concreta del tema de Praxíteles, que introdujo la representación desnuda a tamaño real de Afrodita. Aunque esta variante particular no es identificable en ninguna obras conservada, debe haber sido ampliamente conocida por los expertos griegos y romanos. Entre las réplicas y fragmentos de mejor importancia, la más cercana en carácter y calidad más elevada es una Venus de mármol del Museo Metropolitano de Arte, descrita más abajo.
Estas esculturas se describen como «copias romanas», al entenderse que fueron producidas, a menudo por escultores griegos, en cualquier lugar bajo dominación romana «digamos, entre la dictadura de Sila y la cesión de la capitalía a Constantinopla, del 81 a. C. al 330 d. C.» Su calidad puede variar desde la obra ejecutada por un buen escultor para un patrón entendido hasta copias vulgares producidas en masa para los jardines.

## Descubrimiento y exhibición

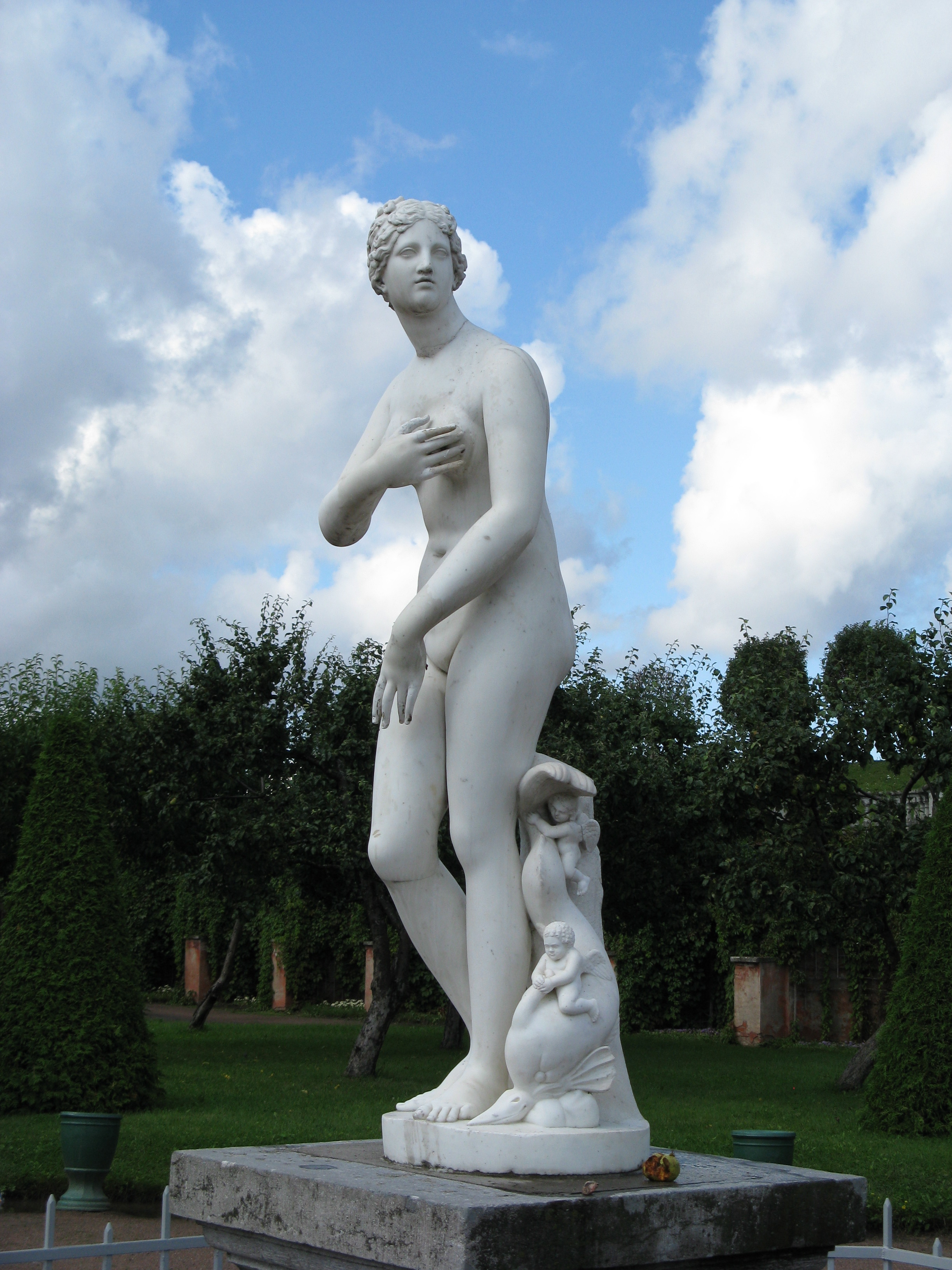
Copia en mármol del de la Venus de Médici en el Palacio Peterhof (San Petersburgo).

El origen de la Venus no está documentado: «su reputación parece haber crecido gradualmente», señalaron Francis Haskell y Nicholas Penny. Fue publicada en la colección de la Villa Médici (Roma), en 1638, recibiendo tres láminas en la antología de las esculturas más nobles que los estragos del tiempo habían respetado en Roma compilada por François Perrier. La Venus ya era conocida en 1559, según parece, por una reducción en bronce que estaba entre la serie de las esculturas romanas más famosas que se exhibió en un gabinete terminado ese año y encargado por Nicolò Orsini, conde de Pitigliano, como regalo para Felipe II de España: las esculturas eran del artista holandés formado en el taller de Benvenuto Cellini, Willem van Tetrode, llamado Guglielmo Fiammingo en Italia.

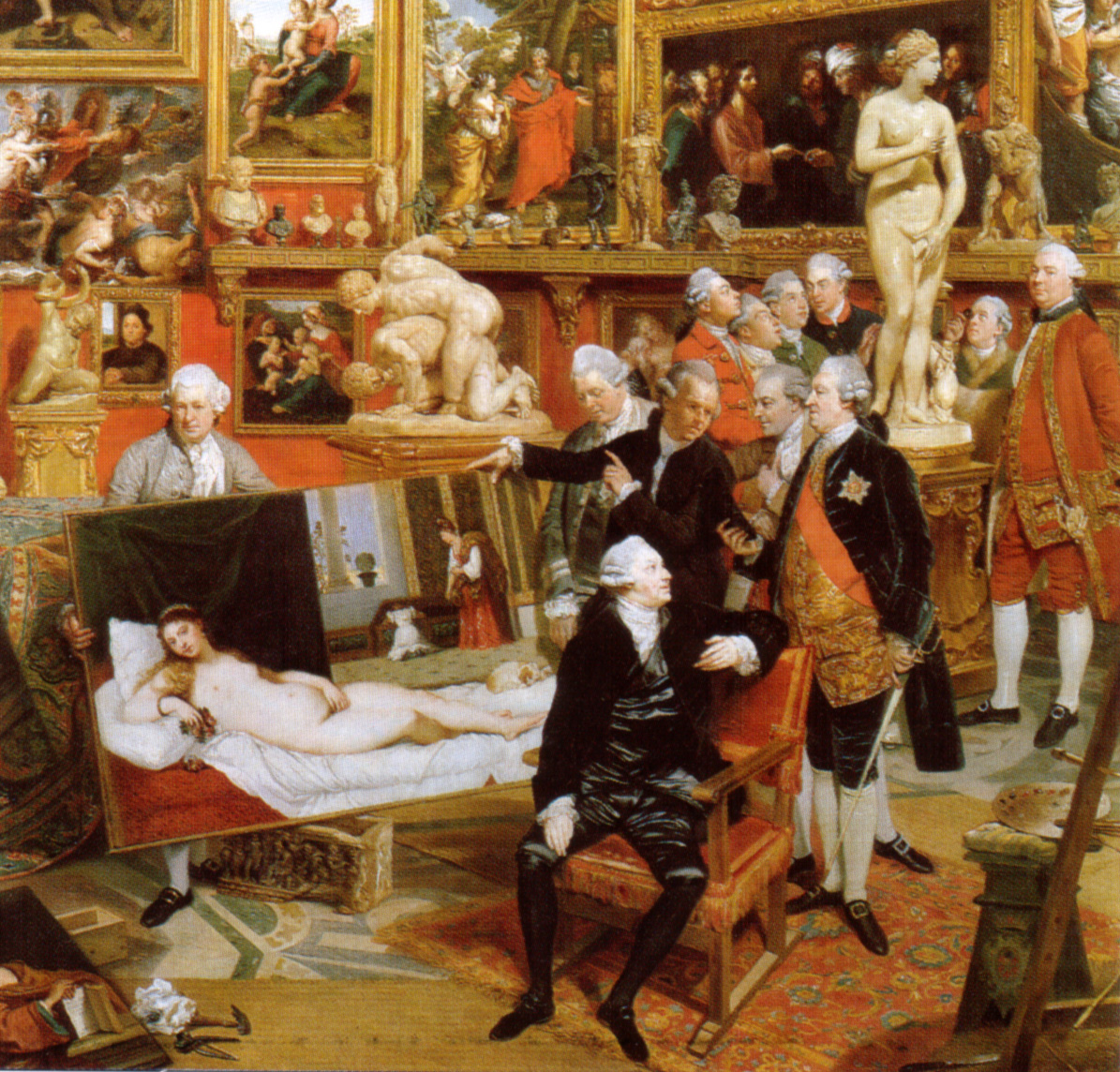
Detalle del cuadro de 1778 de Johann Zoffany La tribuna de los Uffizi (actualmente en la Royal Collection), mostrando la Venus (derecha) expuesta en la Tribuna, rodeada por expertos ingleses e italianos.

Aunque los visitantes de Roma como John Evelyn la consideraban «un milagro del arte», fue enviada a Florencia en agosto de 1677, siendo autorizada su exportación por el papa Inocencio XI, según se creía, porque estimulaba el comportamiento obsceno. En la Tribuna de los Uffizi fue un punto culminante del Grand Tour y se la consideraba una de la mejor media docena de estatuas antiguas conservadas, hasta que un cambio en el gusto empezó a producirse en el siglo XIX, en forma de unas pocas voces discrepantes. Luca Giordano hizo cientos de dibujos de la Venus, Samuel Rogers acudía a visitarla diariamente, Zoffany la incluyó en su cuadro de 1778 La tribuna de los Uffizi, y Lord Byron dedicó cinco estrofas de Childe Harold a describirla. Fue una de las obras de arte preciosas enviadas a Palermo en 1800 para salvarlas de los voraces franceses, sin éxito: se ejerció tal presión diplomática que la Venus de Médici fue enviada a París en 1803. Tras la caída de Napoleón, volvió a Florencia el 27 de diciembre de 1815.

## LaAfroditadel Museo Metropolitano
La Afrodita de mármol del Museo Metropolitano de Arte de Nueva York es una réplica cercana de la Venus de Médici. La pose de la cabeza es indudablemente diferente, pues no se rompió cuando lo hicieron otras partes, como cuando se perdieron los brazos irremediablemente. Sobre el pedestal queda el pie izquierdo, con parte del apoyo del delfín y el tronco del árbol, y un resto del pie derecho perdido, restaurado gracias a un molde, pues la escultura tenía dos secciones, que iban unidas por moldes tomadas de la piernas de la Venus de Médici. Para fechar las réplicas, se presta atención a detalles menores de los delfines que fueron añadidos por los copistas, en los que quedan de relieve las convenciones estilísticas: el Metropolitano fecha su Afrodita del tipo Médici en la época augusta.
La Afrodita del Metropolitano estaba en la colección del conde von Harbuval genammt Chamaré en Silesia, cuyo progenitor el Conde Schlabrendorf hizo el Grand Tour y mantuvo correspondencia con Johann Joachim Winckelmann.

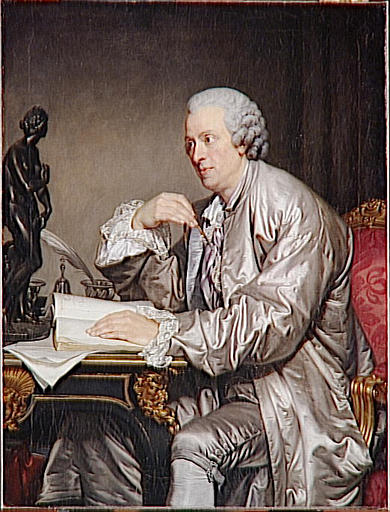
Retrato de Claude-Henri Watelet frente a la Venus de Médici, c. 1765.

## Copias modernas

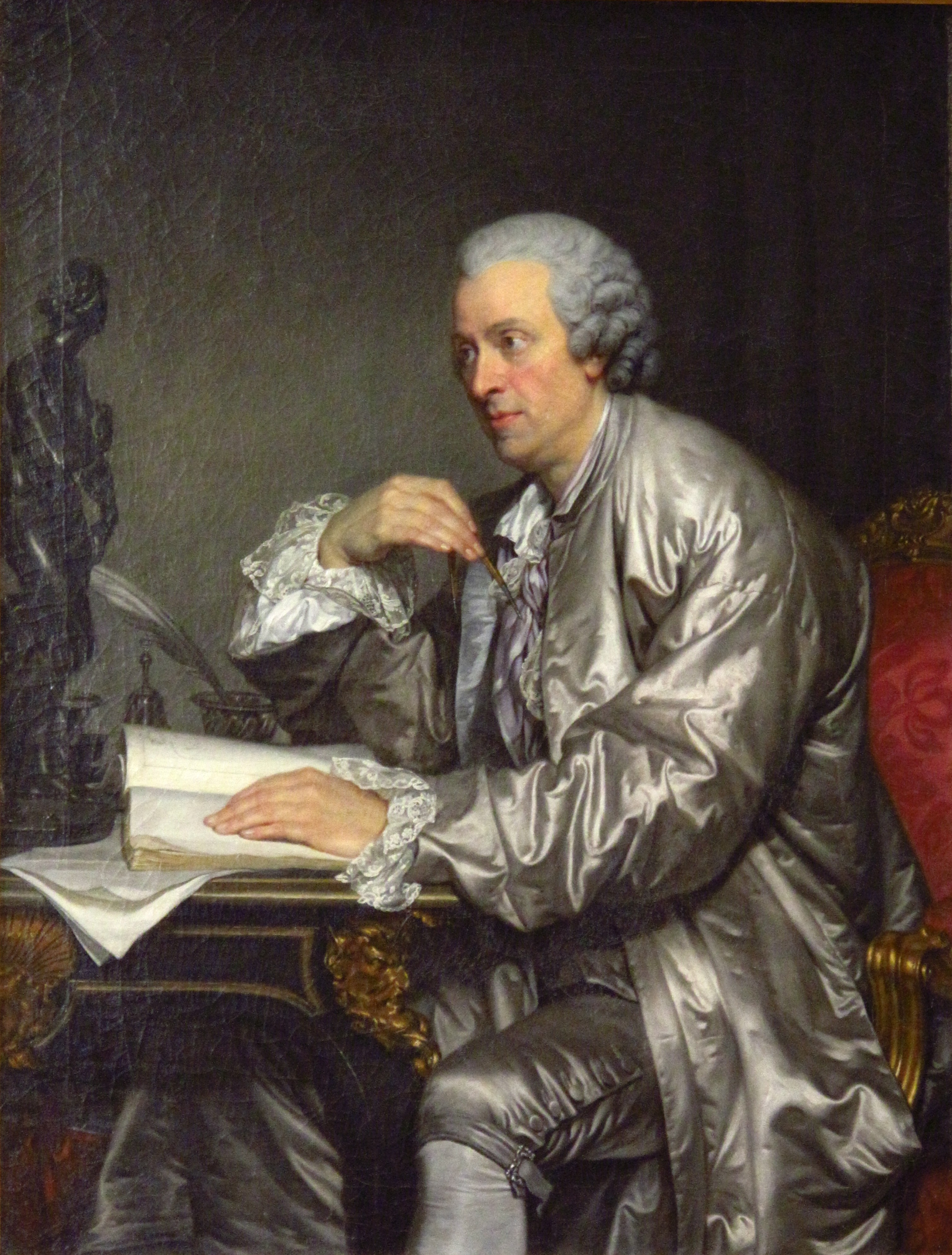
Retrato donde se muestra la estatua.

La Venus de Médici es una de la antigüedades más copiadas. Luis XIV de Francia tuvo no menos de cinco, mármoles de Carlier, Clérion, Coysevox y Frémery, y un bronce de los hermanos Keller. Copias en plomo de la Venus de Médici están presentes en muchos jardines ingleses y europeos, a veces protegidas en templetes. En pequeñas reducciones de bronce figuró entre las antigüedades más familiares representadas en los gabinetes de coleccionistas: en el retrato de Claude-Henri Watelet pintado por Greuze c. 1763–65, el connoisseur y autor de L'Art de peindre aparece con calibres y un libro de notas, contemplando una estatuilla de bronce de la Venus de Médici, como si estuviera deduciendo las proporciones ideales de la figura femenina a partir del ejemplo de la talla. La Venus de Médici fue incluso reproducida en porcelana de Sèvres, que tenía el blanco mate del mármol.
El escultor estadounidense Hiram Powers basó su estatua de 1844 La esclava griega en la Venus de Médici.